# Peponapis melonis
Peponapis melonis là một loài Hymenoptera trong họ Apidae. Loài này được Friese mô tả khoa học năm 1925.